# Ludde (seriehäfte)
Ludde var en serie seriehäften med Disneyserier som utkom på svenska åren 1968-1985. Innehållet bestod uteslutande av söndagsserien med samma namn, och kretsade kring Lady och Lufsens valp Ludde.

## Historik
Söndagssidorna med Ludde började gå i amerikanska dagstidningar söndagen den 1 januari 1956 - ett halvår efter att filmen Lady och Lufsen hade världspremiär - och lades ned söndagen den 31 december 1989. Serien skrevs till en början av Ward Greene medan Dick Moores svarade för teckningarna. Redan i maj 1956 ersattes dock Green av Bill Berg, och i juni samma år tog Manuel Gonzales Moores plats. Ingen av söndagsidorna från tiden innan Berg och Gonzales har publicerats i svenska serietidningar.
I Kalle Anka & C:o nummer 40/1967 publicerades för första gången en Luddes söndagssida i en svensk serietidning. Påföljande år utkom två Luddehäften som extranummer av Walt Disney's serier (WDS); nummer 2½ med titeln "Sportlovsextra: Ludde" och nummer 6½ med titeln "Sommarläsning med Ludde". Formatet på dessa häften var liggande, samma format som söndagssidorna publicerades i dagstidningarna och omfånget var 32 sidor.
Julen 1968 utkom ytterligare ett Ludde-häfte, i samma format som tidigare, men nu utanför WDS-utgivningen. 1969 och 1970 utkom två utgåvor per år; en under sommaren och en till jul, men från och med 1971 började Ludde att ges ut enbart med ett julhäfte per år.
Efter Gonzales pensionering i mars 1981 ersattes han av Bill Wright (däremellan hann dock Daan Jippes teckna en söndagssida), och Ludde-häftena 1982 till 1985 innehåller således serier av både Gonzales och Wright.
Berg pensionerade sig från Ludde-serien i februari 1984 och ersattes av Tom Yakutis. En månad senare lämnade även Wright serien och hans plats fylldes av Bill Langley och senare Larry Meyer. Då 1985 års utgåva av Ludde blev den sista i serien är dock Yakutis' första Ludde-sida den enda som publicerats på svenska. Från och med mitten av 1980-talet försvann Ludde-söndagssidorna även från andra svenska serietidningar.

## Utgivning
Hemmets Journals förlag gav ut samtliga utgåvor. 
- 1968: 1 häfte (utgivet vid jul - dessutom ytterligare två som dock var del av Walt Disney's serier.)
- 1969-1970: 2 häften/år, ett sommarhäfte och ett julhäfte.
- 1971-1985: 1 häfte/år, utgivit i jultid.

Totalt utkom således 20 häften, exklusive de två WDS-utgåvorna.